# Dallas Museum of Art

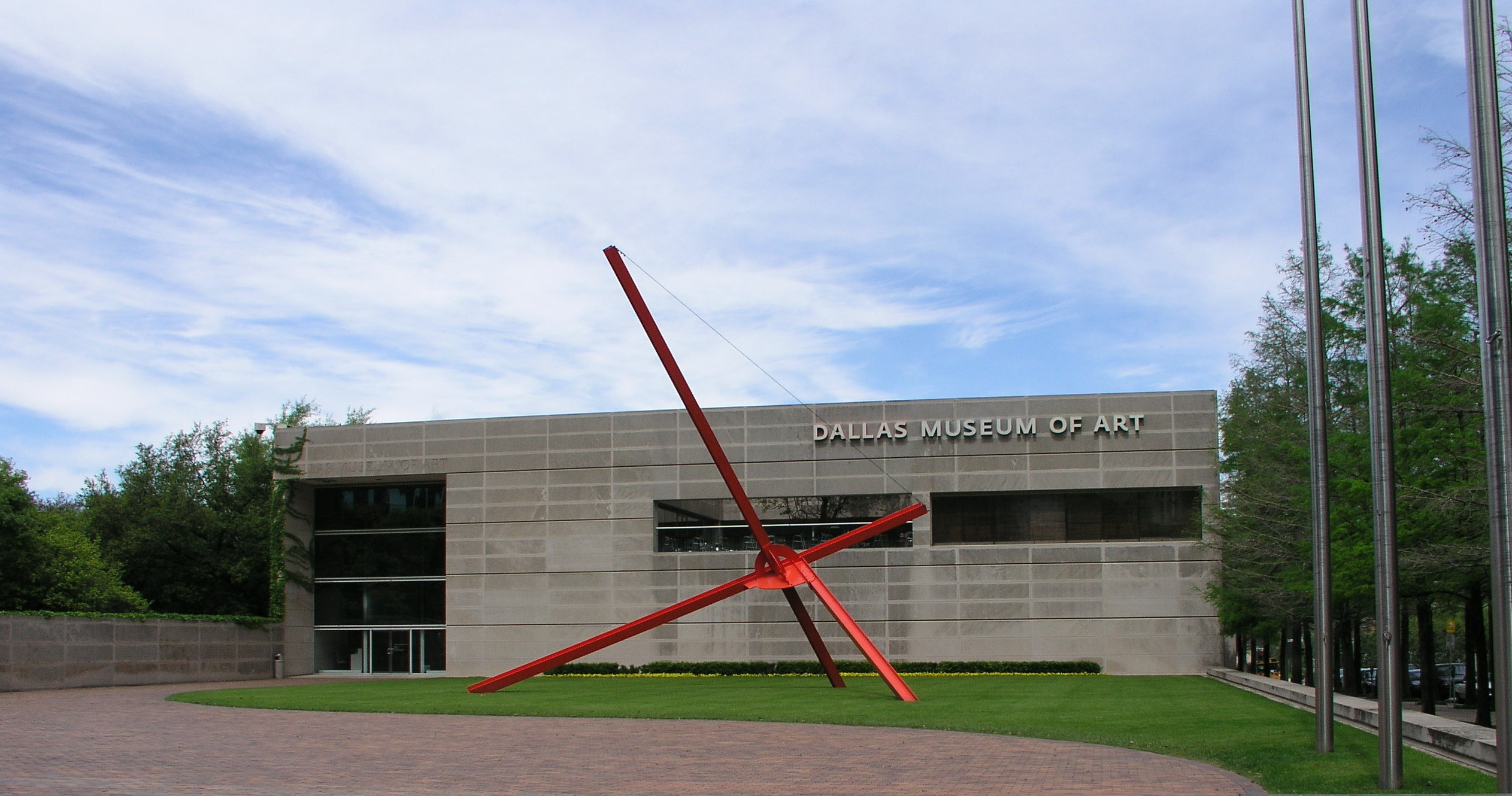
Dallas Museum of Art, davor die Skulptur Ave von Mark di Suvero

Das Dallas Museum of Art (DMA) ist ein Kunstmuseum in der Innenstadt von Dallas, Texas. Es befindet sich im so genannten Arts District entlang des Woodall Rogers Freeway, zwischen den Straßen St. Paul und Harwood. Der Architekt Edward Larrabee Barnes entwarf das 1984 eröffnete Museumsgebäude.
Die Sammlung umfasst mehr als 24.000 Objekte, die aus der Zeit vom 3. Jahrtausend vor Christus bis zur Gegenwart reichen. Das Museum bietet zudem Lehrprogramme an und verfügt mit der Mildred R. und Frederick M. Mayer Bibliothek über eine Fachbibliothek mit mehr als 50.000 Bänden.

## Geschichte

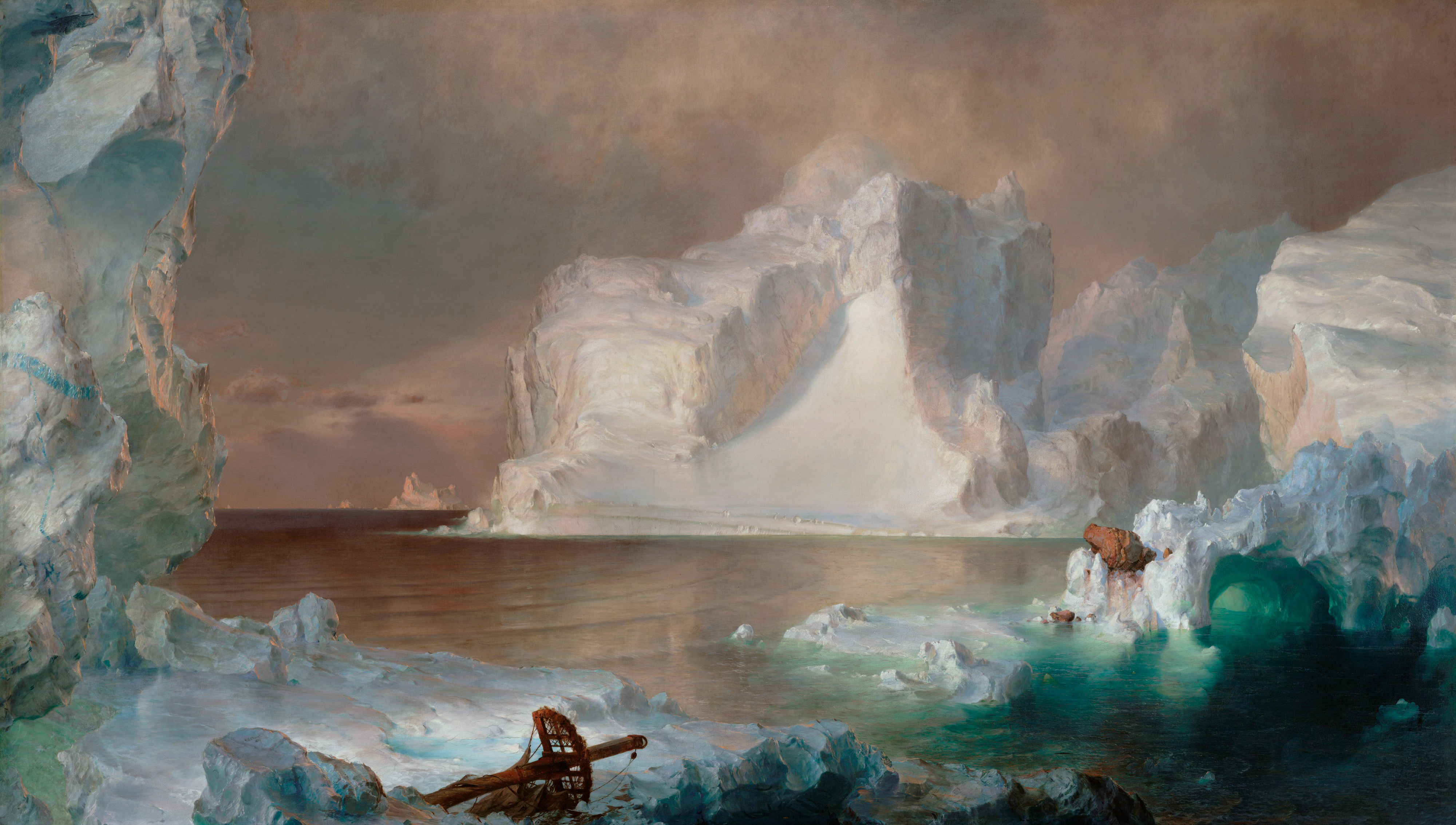
The Icebergs von Frederic Edwin Church (1861), Dallas Museum of Art

Die Geschichte des Dallas Museum of Art begann mit der Gründung des Art Committee (Kunstkomitee) der Dallas Public Library (öffentlichen Bibliothek von Dallas). Auf Anregung des texanischen Künstlers Frank Reaugh fand in einem Raum der Bibliothek 1902 eine erste Ausstellung von Kunstwerken statt. Aus dieser Ausstellung erwarb das Komitee mit dem Gemälde September Moonrise von Childe Hassam eines der ersten Werke für eine eigene Sammlung. Im Folgejahr begründeten daraufhin eine Gruppe von 50 kunstinteressierten Bürgern aus Dallas die Dallas Art Association. Bis 1909 stellte diese Kunstvereinigung weiterhin in der Dallas Public Library aus, bevor ein erstes eigenes Gebäude, die Free Public Art Gallery of Dallas im Fair Park eröffnete. 1929 zog die Kunstsammlung vorübergehend in das Majestic Theatre um. Nachdem die Institution 1933 den Namen in Dallas Museum of Fine Arts (DMFA) umbenannt hatte, konnte es 1936 einen Neubau im Fair Park beziehen, der heute vom Museum of Nature & Science genutzt wird.
Im Jahre 1943 wurde Jerry Bywaters der Direktor der DMFA, der die Position 21 Jahre innehatte. Unter seiner Leitung sammelte das Museum impressionistische, abstrakte und zeitgenössische Meisterwerke. Zudem setzte er mit Arbeiten von Alexander Hogue, Olin Hernan Travis sowie weiteren texanischen Künstlern einen regionalen Schwerpunkt in der Museumssammlung. 1963 schloss sich das Dallas Museum of Fine Arts mit dem Dallas Museum for Contemporary Arts (DMCA) zusammen. 1984 folgte die Umbenennung in Dallas Museum of Art und die Eröffnung des heutigen Museumsgebäudes, das seither mehrmals erweitert wurde.

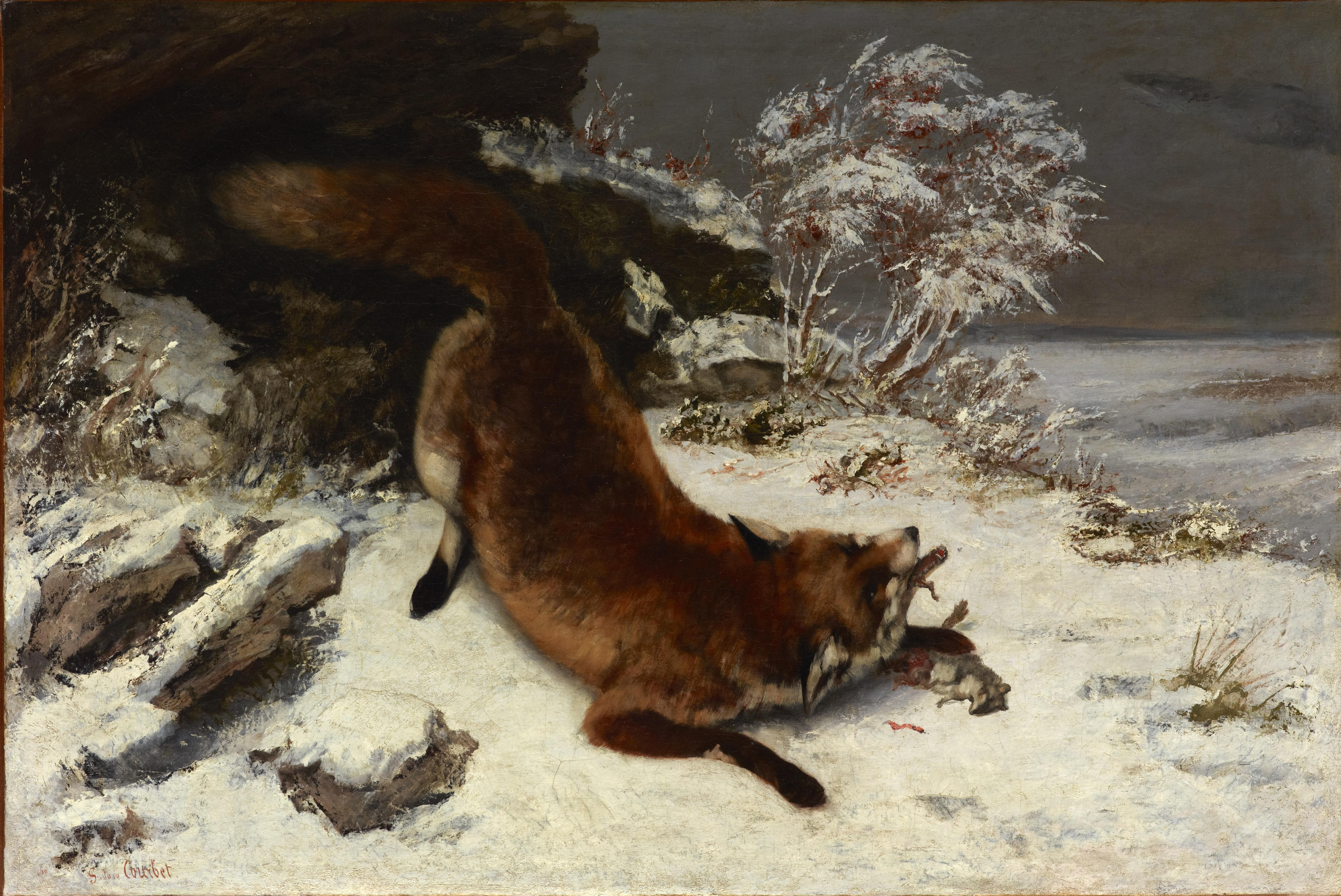
Der Fuchs im Schnee, von Gustave Courbet (1860), Dallas Museum of Art

## Sammlungen
Die Sammlungen des Museums umfassen mehr als 24.000 Kunstwerke aus aller Welt. Sie stammen von der Antike bis zur Neuzeit.

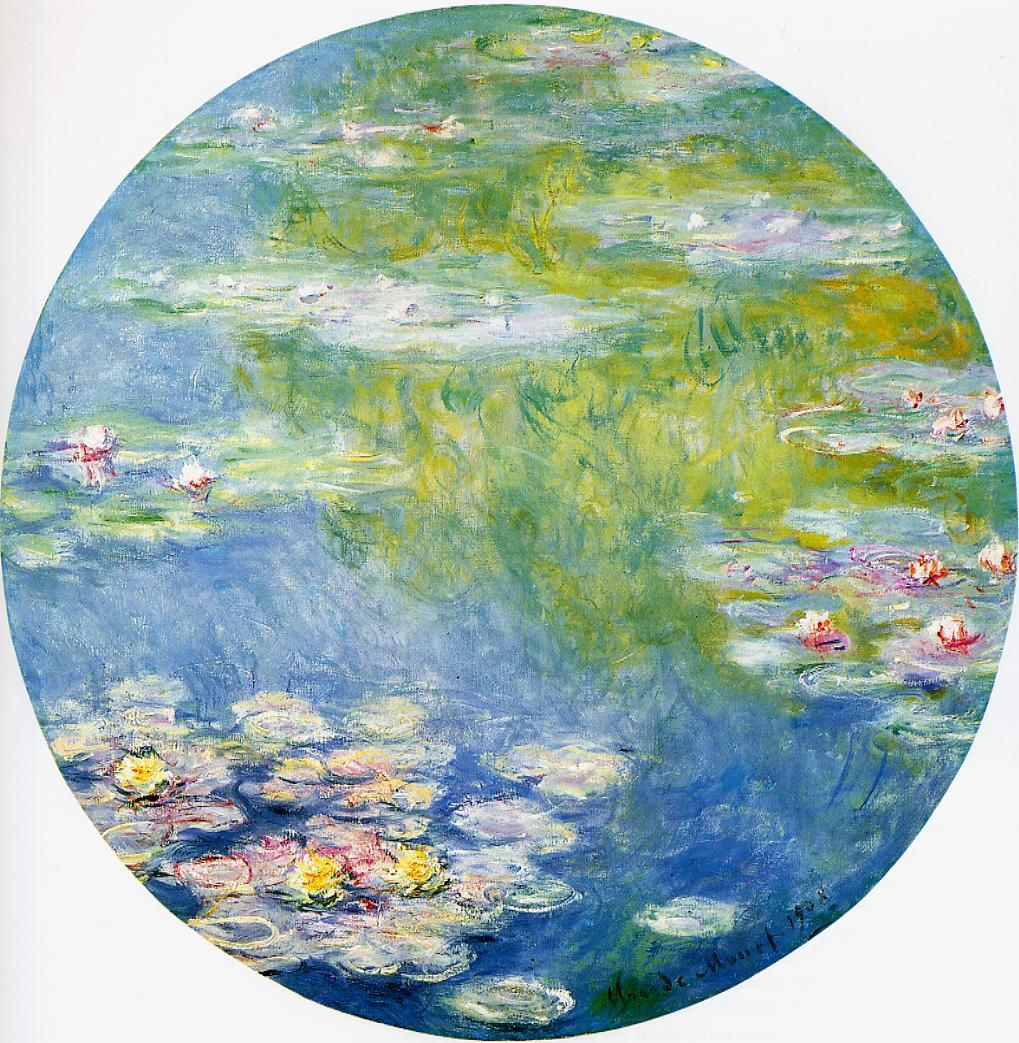
Wasserlilien von Claude Monet, 1908, Dallas Museum of Art

- Wasserlilien von Claude Monet, 1908, Dallas Museum of Art Die DMA Sammlung Antiker Kunst schließt kykladische, ägyptische, griechische, römische, etruskische und apulische Objekte ein. Eine der Höhepunkte der altägyptischen Kunst ist das bemalte Kalksteinrelief Prozession der Opfernden vom Grabmal Ny-Ank-Nesut, das zwischen 2757 und 2134 vor Christus entstanden ist. Die umfangreichere griechische Sammlung besteht aus der Marmorfigur eines Mannes aus einem Begräbnisrelief (etwa 300 vor Christus), sowie Bronzeskulpturen, dekorativen Objekten und Goldschmuck. Römische Kunst ist repräsentiert durch die Figur einer Frau (2. Jahrhundert) und einen Marmorsarkophag (etwa 190 nach Christus) mit einer Schlachtszene.

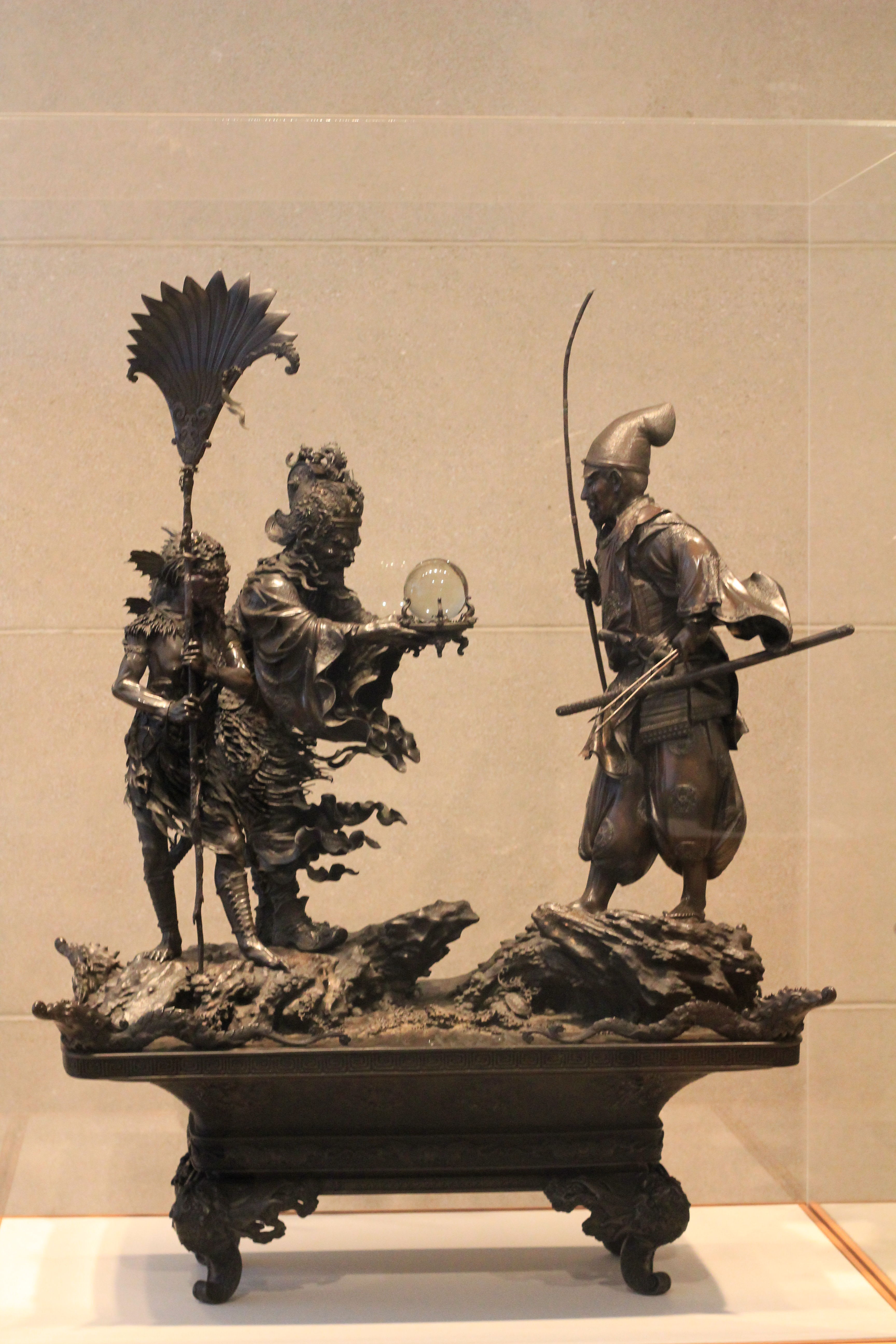
Takenouchi no Sukune Meets the Dragon King of the Sea, japanisch, Meiji-Zeit, 1879–1881

- Takenouchi no Sukune Meets the Dragon King of the Sea, japanisch, Meiji-Zeit, 1879–1881 Die Sammlung der südasiatischen Kunst reicht von buddhistischer Kunst des 2. und 4. Jahrhunderts bis zur Kunst des Mogulreich. Höhepunkte sind die Bronzeskulptur von Shiva Nataraja aus dem 12. Jahrhundert und eine Sandsteinskulptur der Gottheit Vishnu als der eberköpfige Varaha (10. Jahrhundert). Weitere Kunstwerke dieser Abteilung stammen aus Tibet, Nepal und Thailand.
- Beispiele der Sammlung europäischer Kunst aus dem 16. Jahrhundert sind eine mehrfarbige Holzskulptur des Hl. Sebastian (Donauschule, ca. 1520), sowie die Gemälde Hl. Hieronymus im Wildnisgebiet von Hendrik Bles, Ecce Homo von Giulio Cesare Procaccini und Bacchisches Konzert von Pietro Paolini. Die Kunst des 18. Jahrhunderts enthält Werke von Künstlern wie Canaletto (Ein Blick von Fondamenta Nuova, 1772), Jean-Baptiste Marie Pierre (Die Entführung Europas, 1750) und Claude-Joseph Vernet (Berglandschaft mit aufkommendem Sturm, 1775). Die Sammlung des 19. und 20. Jahrhunderts zeigt Werke von Max Liebermann (Ins Schwimmbad, 1875–1877), Ferdinand Hodler (Der Halberdier, 1895), Gustave Courbet (Der Fuchs im Schnee, 1860), Constantin Brancusi (Der Anfang der Welt, 1920) und Ernst Ludwig Kirchner, (Vier hölzerne Figuren, 1912). Von Piet Mondrian besitzt das Museum Windmühle (1908), Selbstporträt (1942) und Place de la Concorde (1938–1943).[10] Ein Beispiel für das Kunsthandwerk in der Sammlung ist Carl Otto Czeschkas Wittgenstein-Vitrine aus der Wiener Werkstätte.[11] Sie war auf der Kunstschau Wien 1908 erstmals gezeigt worden[12], wurde dort von Karl Wittgenstein gekauft und wird seit 2014 im DMA erstmals wieder öffentlich ausgestellt.
- Sheaves of Wheat, von Vincent van Gogh (1890), Dallas Museum of Art

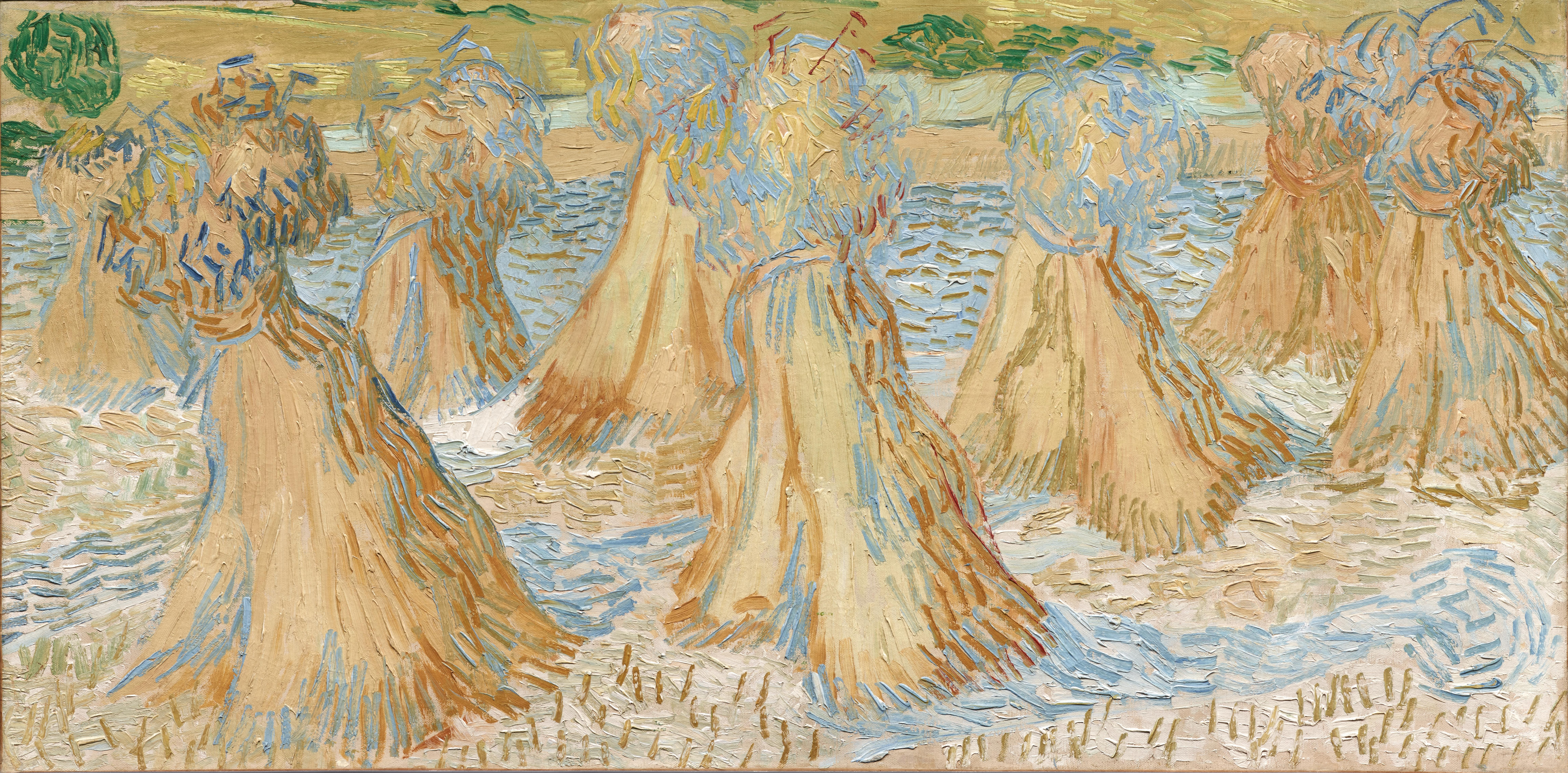
Sheaves of Wheat, von Vincent van Gogh (1890), Dallas Museum of Art

Die Wendy und Emery Reves Collection ist eine Schenkung von Wendy Reves aus dem Jahre 1985 zu Ehren ihres verstorbenen Mannes, Emery Reves. Die Sammlung stammt aus dem 1,400 m² großen Haus des Paares in Frankreich, der Villa La Pausa, die zuvor von Coco Chanel bewohnt hatte. Einige Räume des Hauses wurde im Museum nachgebaut und enthalten nun die Originalausstattung mit Möbeln, chinesisches Porzellan, Orientteppichen und anderem Kunsthandwerk, sowie der Kunstsammlung mit 1.400 Bildern und Skulpturen.

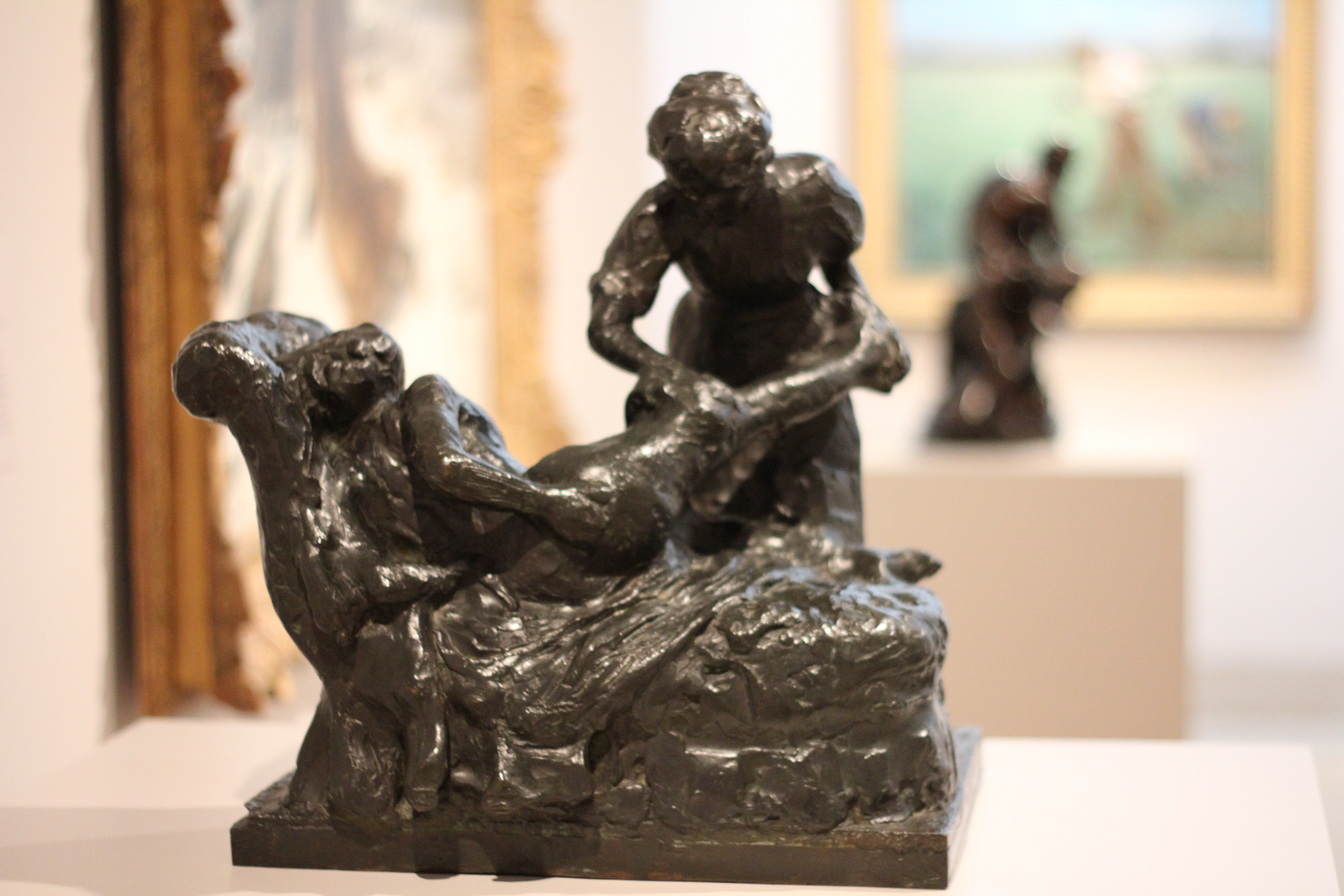
The Masseuse, von Edgar Degas (zwischen 1896 und 1911)

 Zu sehen sind Werke von Paul Cézanne, Honoré Daumier, Edgar Degas, Paul Gauguin, Édouard Manet, Claude Monet, Camille Pissarro, Auguste Renoir, Henri de Toulouse-Lautrec und Vincent van Gogh. Zudem sind persönliche Erinnerungsstücke und Briefe von Winston Churchill ausgestellt, mit dem Wendy und Emery Reves eine lange Freundschaft verband.
- Zur umfangreichen Sammlung afrikanischer Kunst gehören Objekte aus West- und Zentralafrika. Sie stammen überwiegend aus der Zeit vom 16. bis zum 20. Jahrhundert. Das älteste Objekt ist eine Nok Terrakottabüste aus Nigeria (etwa zwischen 200 vor Christus und 200 nach Christus). Einige Stücke sind Statussymbole, andere zeigen Symbole des Lebens. Die wertvollsten Objekte sind eine Holztafel bedeckt mit einer Kupferlegierung mit dem Bild eines Häuptlings und eine Figur aus dem Königreich Kongo, die mit Nägeln oder Klingen beschlagen ist.
- Ein weiterer Schwerpunkt der Museumssammlung ist die Abteilung für altamerikanische Kunst. Die Sammlung umspannt mehr als drei Jahrtausende, mit Terrakottaskulpturen und goldenen Objekten aus Panama, Kolumbien und Peru. Zu den Höhepunkten der Sammlung gehört der Kopf der Gottheit Tlaloc (Mexiko, 14–16. Jahrhundert).

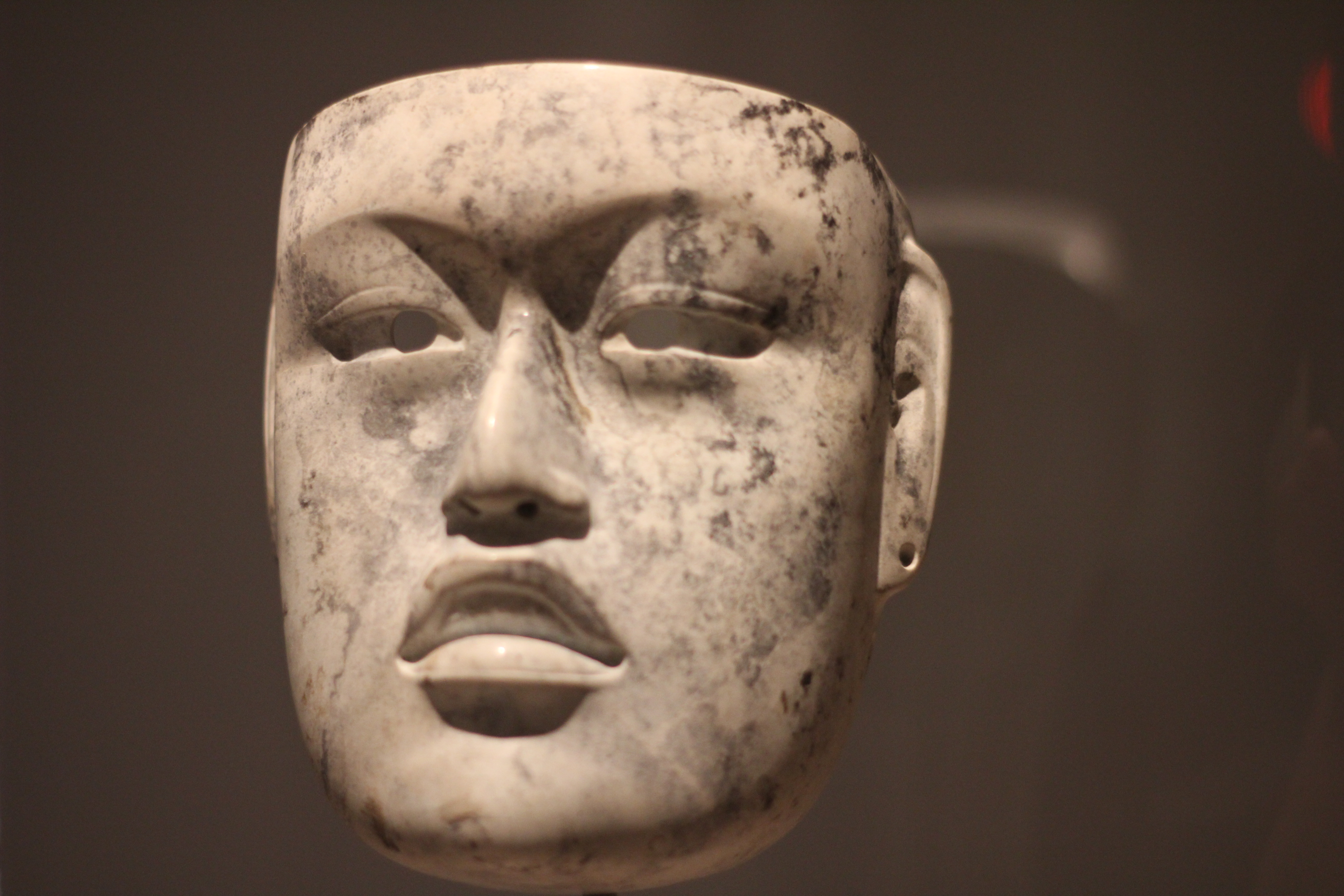
Maske, Mexiko, Veracruz, 900–500 B.C.

- Die Sammlung amerikanischer Kunst zeigt Gemälde, Skulpturen und Drucke aus den Vereinigten Staaten, Mexiko, und Kanada von der Kolonialzeit bis zum Zweiten Weltkrieg. Einige der Höhepunkte sind Duck Island(1906) von Childe Hassam, Lighthouse Hill (1927) von Edward Hopper, Bare Tree Trunks with Snow von Georgia O’Keeffe, und Razor und Watch (1924–1925) von Gerald Murphy. Hinzu kommen mehrere Werke des 19. und 20. Jahrhunderts aus der Sammlung von Pauline Allen Gill Sullivan. Zudem besitzt das DMA Werke von texanischen Künstlern wie Robert Jenkins Onderdonk, Julian Onderdonk, Alexandre Hogue, David Bates, Dorothy Austin, Michael Owen und Olin Herman Travis.
- In der Abteilung Zeitgenössische Kunst sind nahezu alle wichtigen künstlerischen Trends seit 1945 repräsentiert.[15] Hierzu gehören der abstrakte Expressionismus, die Pop Art, Op-Art, sowie Werke des Minimalismus und Konzeptualismus bis zu Installationen und Videokunst. Zeitgenössische Künstler in der Sammlung sind Jackson Pollock, Mark Rothko, Franz Kline, Jasper Johns, Sigmar Polke, Andrew Wyeth, Josef Albers, Bruce Nauman und Robert Smithson. Die fotografischen Sammlungen schließen Künstler wie Cindy Sherman, Nic Nicosia, Thomas Struth und Lynn Davis ein. Nachdem das heutige Gebäude Mitte der 1980er Jahre eröffnet wurde, hat das Museum Werke von Künstlern wie Ellsworth Kelly, Sol Lewitt, und Richard Fleischner erworben. In den letzten Jahren hat das Museum die Werke von zeitgenössischen deutschen Künstlern wie Gerhard Richter, Anselm Kiefer und Sigmar Polke zu sammeln begonnen.

## Veranstaltungen

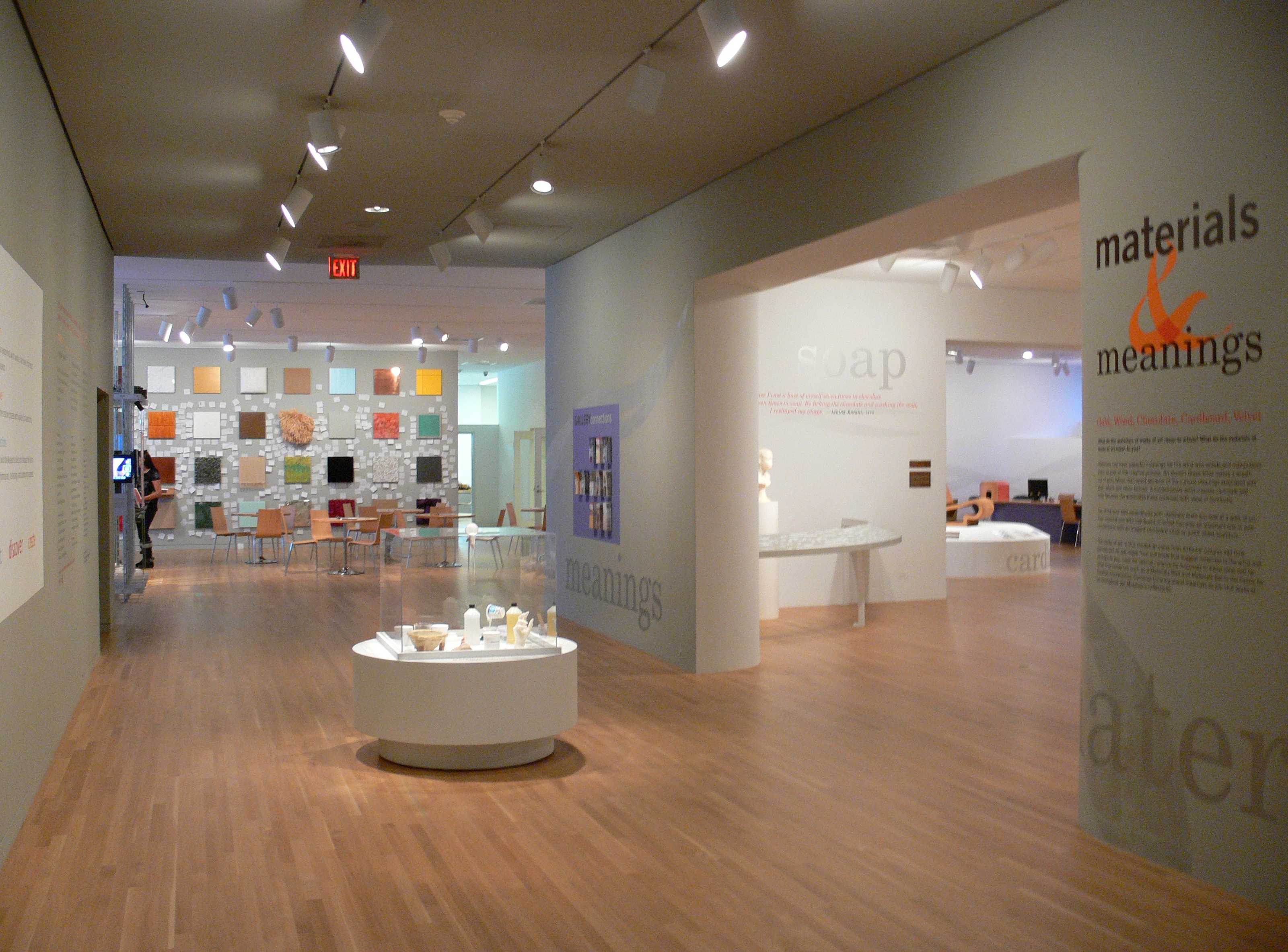
The Center for Creative Connections

Im Jahr 2008 eröffnete das DMA das Center for Creative Connections (kurz C3 genannt). Es ist ein Zentrum für interaktives Lernen auf 1.100 Quadratmetern und bietet Ausstellungen der Museumssammlungen. Es gibt hier auch eine Künstlerwerkstatt, Arturo’s Nest, ein Theater und das High-Tech Lab.
Das DMA bietet folgende Veranstaltungen an:
- Late Nights: Einmal im Monat ist das Museum bis Mitternacht offen für Konzerte, Aufführungen, Vorlesungen, Filme, Touren und Familienprogramme.
- Arts and Letters Live: Eine Vortragsserie mit berühmten Autoren, Schauspielern, Illustratoren und Musikern.
- Jazz under the Stars: eine populäre Jazzkonzertserie auf dem Rasenplatz vor dem Museum.
- Thursday Night Live: Jeden Donnerstag bleibt das Museum bis 21.00 Uhr geöffnet. Es gibt Jazz-Konzerte, Abendessen und Getränke im Café ebenso wie Begegnungen mit Künstlern im Center for Creative Connections.